# Куэро
Куэро (итал. Quero) — коммуна в Италии, располагается в провинции Беллуно области Венеция.
Население составляет 2311 человек, плотность населения составляет 83 чел./км². Занимает площадь 28 км². Почтовый индекс — 32030. Телефонный код — 0439.
В коммуне 25 марта особо празднуется Благовещение Пресвятой Богородицы.

## Города-побратимы
- Оза, Франция
- Викдессо, Франция